# Pyrinioides
Pyrinioides is een geslacht van vlinders van de familie venstervlekjes (Thyrididae).

## Soorten
- P. aurea Butler, 1881
- P. flaveolus (Matsumura, 1921)
- P. sinuosa (Warren, 1896)